# Montils (Charente-Maritime)
Montils – miejscowość i gmina we Francji, w regionie Nowa Akwitania, w departamencie Charente-Maritime.
Według danych na rok 1990 gminę zamieszkiwały 644 osoby, a gęstość zaludnienia wynosiła 27 osób/km² (wśród 1467 gmin regionu Poitou-Charentes Montils plasuje się na 465. miejscu pod względem liczby ludności, natomiast pod względem powierzchni na miejscu 284.).